# Odnóża
Odnóża – parzyste przydatki występujące na tagmach stawonogów. Pełnią funkcje (często związane z lokalizacją): czuciowe, pokarmowe, lokomotoryczne, kopulacyjne, transportowe, przędne. Liczba, budowa i rozmieszczenie odnóży jest ważną cechą taksonomiczną.

## Trylobitokształtne
Trylobitokształtne (†Trilobitomorpha) posiadały 1 parę czułków na tarczy głowowej. Odnóża kroczne znajdowały się na wszystkich segmentach ciała, z wyjątkiem pierwszego i ostatniego.
U trylobitopodobnych (†Trilobitoidea) druga para odnóży zbliżona była pod względem budowy do szczękoczułków.

## Szczękoczułkowce
Szczękoczułkowce (Chelicerata) nie posiadają czułków. Odnóża gębowe dzielą się na szczękoczułki i nogogłaszczki. Posiadają 4 pary odnóży krocznych. Odnóża odwłokowe są zanikłe lub szczątkowe, wyjątkowo u skrzypłocza (Limulus) pod odwłokiem znajduje się 7 par odnóży – pięć tylnych używanych jest do pływania i jednocześnie jako skrzela, a dwie przednie pełnią głównie funkcje genitalne.

### Pająki
Pająki (Araneae) posiadają zwykle 3 pary kądziołków przędnych o stożkowatym kształcie, na których wierzchołku znajdują się ujścia gruczołów przędnych.

## Sześcionogi
Sześcionogi (Hexapoda) posiadają 3 pary odnóży krocznych.

### Skoczogonki
Skoczogonki (Collembola) posiadają czułki 4-6 członowe. Gatunki skaczące posiadają na odwłoku tzw. widełki skokowe i hamowidło.

### Owady
Owady (Insecta) posiadają odnóża gębowe opisane w osobnym artykule. Skrzydła owadów nie mają żadnych powiązań rozwojowych z odnóżami. Odnóża tułowiowe podlegają licznym przekształceniom. Para odnóży wyrasta między płytką boczną (pleurae) a płytką brzuszną (sternum). Odnóże kroczne składa się zasadniczo z: biodra (coxa), krętarza (trochanter), uda (femur), golenia (tibia) i stopy (tarsus).

### Pierwogonki
Pierwogonki (Protura) jako jedyne sześcionogi nie posiadają czułków, ich funkcję pełni pierwsza para odnóży tułowiowych. Brak przydatków na odwłoku.

## Wije
Wije (Myriapoda) posiadają na większości licznych segmentów parzyste odnóża lokomocyjne, czasem zróżnicowane w zależności od położenia segmentu. Telson pozbawiony jest odnóży.

### Pareczniki
Pareczniki (Chilopoda) posiadają na głowie jedną parę czułków. Na każdym segmencie ciała znajduje się 1 para odnóży krocznych (wyjątek stanowią 2 ostatnie segmenty: pregenitalny i genitalny oraz pierwszy segment, na których nie ma odnóży). Pierwsza para odnóży tułowiowych tworzy tzw. szczękonóża (maxillipedes) z gruczołami jadowymi.

### Dwuparce
Dwuparce (Diplopoda) posiadają jedną parę szczęk. Na segmentach 2-4 znajduje się po 1 parze odnóży, na pozostałych po 2 pary.

### Skąponogi
Skąponogi (Pauropoda), których tułów składa się z 11 segmentów, posiadają 9 par odnóży krocznych. Nieliczne gatunki mają 11 par odnóży krocznych, a podrodzaj Decapauropus, o tułowiu złożonym z 12 segmentów, ma 10 par odnóży.

### Drobnonogi
Drobnonogi (Symphyla) rodzą się z ok. 6 parami odnóży, podczas gdy dorosły drobnonóg ma ich 12 par.

## Skorupiaki
Skorupiaki (Crustacea) posiadają na głowie dwie pary czułków oraz trzy pary odnóży gębowych (żuwaczki i dwie pary szczęk). Tułów i odwłok mają liczne odnóża, w tym skrzela. Odnóża są dwugałęziste z wyjątkiem pierwszej pary czułków.

### Skrzelonogi
Skrzelonogi (Branchiopoda) posiadają odnóża liczne, dwugałęziste, służące jednocześnie do poruszania się, oddychania i do pobierania pokarmu.

### Podkowiastogłowe
Podkowiastogłowe (Cephalocarida) posiadają czułki skrócone. Tułów złożony jest z 8 segmentów, na 7 pierwszych znajdują się prymitywne dwugałęziste odnóża, podobne budową do drugiej pary szczęk. Odwłok zbudowany jest z 11 segmentów pozbawionych odnóży.

### Pancerzowce
Pancerzowce (Malacostraca) charakteryzują się uczestniczeniem 3 par odnóży odwłoka w płetwie ogonowej.
Dziesięcionogi (Decapoda) posiadają 2 pary czułków, parę żuwaczek, 2 pary szczęk, 3 pary szczękonóży, 5 par odnóży krocznych (pierwsza para przekształcona w szczypce) odnóża kopulacyjne i pławne na odwłoku.

### Małżoraczki
Małżoraczki (Ostracoda) posiadają 2 pary czułków, 1 parę żuwaczek, 1-2 pary szczęk, 2 pary odnóży tułowiowych krocznych.

### Łopatonogi
Łopatonogi (Remipedia) posiadają odnóża pływne znajdujące się po bokach każdego z 32 podobnie zbudowanych segmentów. Do polowania używają jadu, który wstrzykują za pomocą przekształconych odnóży.

### Maxillopoda
Maxillopoda posiadają odnóża tułowiowe pełniące funkcję lokomotoryczną lub powodują wytwarzanie prądów wodnych podprowadzających pokarm do otworu gębowego. Odnóży odwłokowych brak.